# Samas

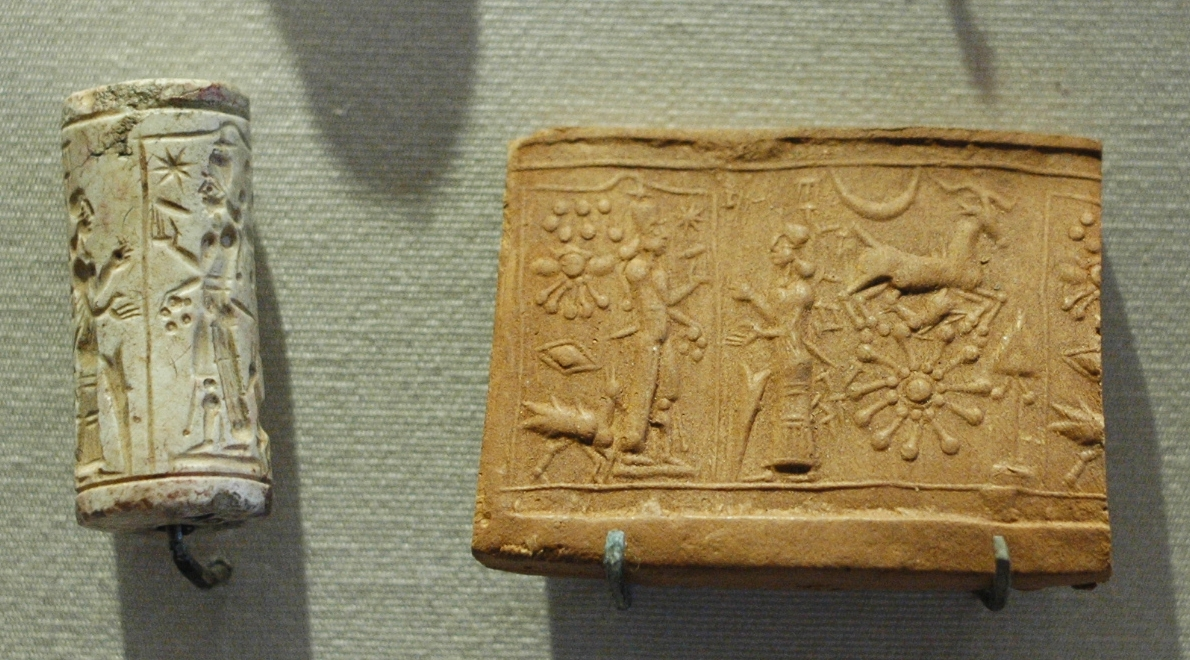
Mezopotámiai mészkő pecséthenger Samas nevével (Louvre)

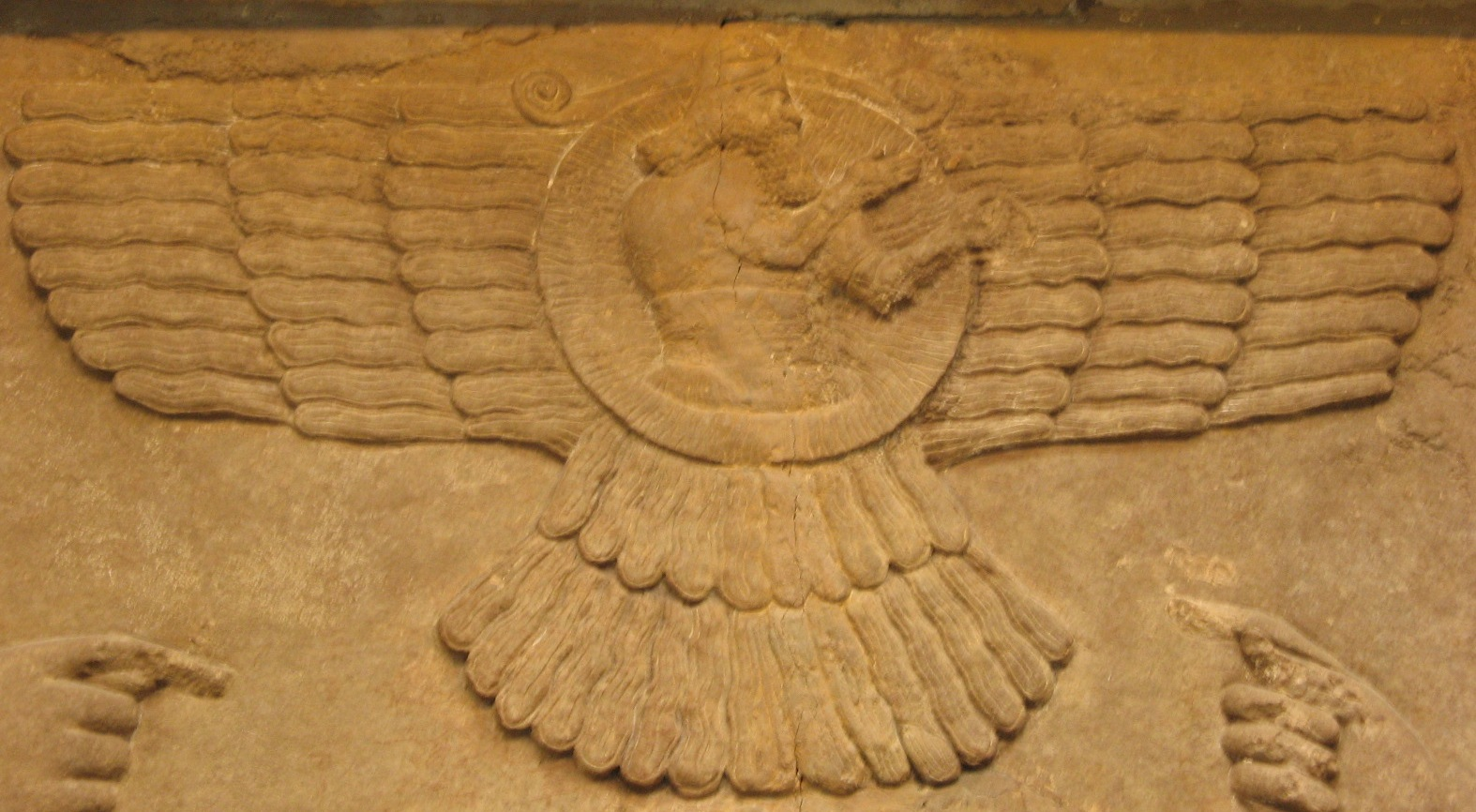
Samas emblémája Kalhuban

Samas (𒀭𒌓 dUD, dšamšu) a babilóni és asszír nap- és igazságisten akkád nyelvű neve. A sumer Utunak felel meg. Egy sokszor előforduló jelzője a dnimin-du vagy dnimin-taba. Ez a 40-es számmal kapcsolatos összetétel a „du” szó sok jelentése miatt homályos értelmű, talán csak szójáték, vagy utalás valamire, hiszen Utu és Ninurta is ugyanezt a jelzőt kaphatja. A „taba” (= társ), vagy „tab-ba” (= növény) változat sem sokkal érthetőbb, annak ellenére, hogy napistenként a növényekkel nyilván kapcsolatban állt. Állandó jelzői között (epitheton) van a bēl dīnim (az igazság ura) és a bēl bīrim (a jóslatok ura).
Neve napot jelent. Érdekesség, hogy a sumer ud szó egyszerre jelenti a nap időegységet és a Nap égitestet is, miközben e fogalmaknak az akkádban már külön megfelelőik voltak (immu és ūmu), de mindkettőt az ud-jellel írták. Rokona az azonos jelentésű arab samsz (شمس) és héber semes (שֶׁמֶשׁ) szónak. Feliratokon Nanna holdisten gyermekének nevezik, és az isteneket felsoroló listán a holdisten általában megelőzi, ezért úgy tűnik, a Nap alárendelt szerepet tölt be a Holdhoz képest. Ez összhangban van a Holdnak a mezopotámiai naptárban betöltött fontos szerepével, egyben azzal is, hogy a civilizáció fejlődésének korábbi, nomád szakaszában a Hold volt a fontosabb, és a Nap csak a földművelés kialakulása után kezdett fontos szerepet betölteni. Ugyanakkor Samas az istenek, az ég és föld bírája, az emberiség tanítója és jövőjének ismerője. A sumer maš szó (akkád bīru) írásjele az áldozati állatok jósjeleit is jelenti.
Babilóniában a napkultusz két fő központja Szippar (ma Abu Habba) és Larsza (ma Szenkera). A fő szentély neve mindkét helyen e2-barra (vagy e2-babbara, azaz Ébabbar, a Ragyogó vagy Fehér Ház. A szippari templom volt a leghíresebb, de Samasnak minden nagyobb városban – Babilon, Ur, Mari, Nippur, Ninive – állt temploma. A Gilgames-eposz is említi.
Leggyakrabban említett tulajdonsága az igazságosság: ahogy a nap eloszlatja a sötétséget, úgy Samas is napvilágra hozza az igazságtalanságot. Az i. e. 2600 körül hatalmon lévő uri dinasztia királya, Ur-Engur kijelentette, hogy Samas igaz törvényeinek megfelelően hozza döntéseit. Több évszázaddal később Hammurapit is Samas inspirálta arra, hogy gyűjtse össze a törvényeket, és ennek megfelelően törvényoszlopán a királyt Samas imádata közben ábrázolják. Mindebből következett, hogy a napistent egyben a démonok elűzőjének is tartották, így a betegek is őhozzá folyamodtak. Ez az aspektusa látható a hozzá írt himnuszokban, melyek a babiloni irodalom remekművei.
A szippari és larszai Samas-kultusz annyira elhomályosította a máshol létező helyi napkultuszokat, hogy Samas egy idő után magába olvasztotta a kisebb jelentőségű napisteneket, akik a segédeivé váltak. Közéjük tartozik a kocsihajtójává vált Bunene, Atgi-makh férje; Kettu („igazság”) és Mesaru („jog”). Más napistenek, például Ninurta és Nergal, akik más fontos kultuszközpontok patrónusai voltak, a nap különböző fázisaiként éltek tovább, Ninurta a reggeli és tavaszi nap lett, Nergal a déli és a nyári napéjegyenlőség napja. Ebben a szinkretizmusban Samas volt az általános napisten.
Nanna-Színnel és Istárral együtt ugyanolyan triádot alkot, mint Anu, Enlil és Éa. Szín, Samas és Istár három hatalmas természeti erőt képviseltek: a Holdat, a Napot és a föld életadó erejét. Időnként Istár helyett Adad viharistent találjuk Szín és Samas mellett; lehetséges, hogy ez két eltérő teológiai iskolát képviselt, melyeket végül összhangba hozott az, hogy kialakult egy, mind a négy istenséget magába foglaló csoport.
Samas hitvese Aja volt, akit azonban egyedül ritkán említenek feliratok, főleg Samassal együtt fordul elő.